# Campeonato Nacional de Fútbol 1970
Il Campeonato Nacional de Fútbol 1970 è stata la 12ª edizione della massima serie del campionato di calcio dell'Ecuador ed è stata vinta dal Barcelona, che conquistò il suo quarto titolo.

## Formula
La prima fase si svolge in un girone unico: le prime 6 classificate si disputano la vittoria del titolo, mentre le ultime 7 vengono inserite in un girone per la retrocessione, da cui vengono retrocesse tre squadre. I risultati della prima fase vengono sommati a quelli ottenuti nella fase finale.

## Prima fase
|  | Pos. | Squadra              | Pt | G  | V  | N  | P  | GF | GS | DR  |
|  | ---- | -------------------- | -- | -- | -- | -- | -- | -- | -- | --- |
|  | 1.   | Barcelona SC         | 34 | 24 | 14 | 6  | 4  | 33 | 17 | +16 |
|  | 2.   | LDU Quito            | 28 | 24 | 11 | 6  | 7  | 37 | 26 | +11 |
|  | 2.   | América de Quito     | 28 | 24 | 9  | 10 | 5  | 30 | 27 | +3  |
|  | 4.   | Emelec               | 27 | 24 | 9  | 9  | 6  | 28 | 24 | +4  |
|  | 5.   | Deportivo Quito      | 26 | 24 | 10 | 6  | 8  | 26 | 25 | +1  |
|  | 6.   | El Nacional          | 25 | 24 | 9  | 7  | 8  | 40 | 30 | +10 |
|  | 7.   | LDU Portoviejo       | 24 | 24 | 9  | 6  | 9  | 34 | 37 | -3  |
|  | 8.   | Aucas                | 22 | 24 | 6  | 10 | 8  | 31 | 30 | +1  |
|  | 8.   | Universidad Católica | 22 | 24 | 7  | 8  | 9  | 22 | 22 | 0   |
|  | 8.   | Macará               | 22 | 24 | 6  | 10 | 8  | 27 | 31 | -4  |
|  | 11.  | Nueve de Octubre     | 20 | 24 | 5  | 10 | 9  | 23 | 32 | -9  |
|  | 12.  | Patria               | 18 | 24 | 5  | 8  | 11 | 18 | 31 | -13 |
|  | 13.  | Everest              | 16 | 24 | 4  | 8  | 12 | 25 | 42 | -17 |

## Fase finale

### Girone per il titolo (Liguilla Final)
|                    | Pos. | Squadra          | Pt | G  | V  | N  | P  | GF | GS | DR  |
| ------------------ | ---- | ---------------- | -- | -- | -- | -- | -- | -- | -- | --- |
| Ecuador (bandiera) | 1.   | Barcelona SC     | 45 | 34 | 19 | 7  | 8  | 44 | 31 | +13 |
|                    | 2.   | Emelec           | 39 | 34 | 14 | 11 | 9  | 47 | 32 | +15 |
|                    | 2.   | América de Quito | 39 | 34 | 13 | 13 | 8  | 38 | 35 | +3  |
|                    | 4.   | LDU Quito        | 36 | 34 | 14 | 8  | 12 | 51 | 45 | +6  |
|                    | 5.   | El Nacional      | 35 | 34 | 13 | 9  | 12 | 54 | 42 | +12 |
|                    | 5.   | Deportivo Quito  | 34 | 34 | 13 | 8  | 13 | 32 | 36 | -4  |

### Girone per la retrocessione (Liguilla de no descenso)
L'Aucas è retrocesso dopo uno spareggio con il Politécnico per mantenere a 4 il numero di squadre di Pichincha. La LDU Portoviejo non retrocede per decisione della Federación Ecuatoriana de Fútbol.

|  | Pos. | Squadra              | Pt | G  | V  | N  | P  | GF | GS | DR  |
|  | ---- | -------------------- | -- | -- | -- | -- | -- | -- | -- | --- |
|  | 1.   | Universidad Católica | 37 | 36 | 12 | 13 | 11 | 46 | 34 | +12 |
|  | 2.   | Aucas                | 36 | 36 | 11 | 14 | 11 | 50 | 44 | +6  |
|  | 3.   | Macará               | 35 | 36 | 11 | 13 | 12 | 45 | 41 | +4  |
|  | 4.   | LDU Portoviejo       | 33 | 36 | 12 | 9  | 15 | 48 | 57 | -9  |
|  | 5.   | Nueve de Octubre     | 31 | 36 | 9  | 13 | 14 | 41 | 54 | -13 |
|  | 6.   | Patria               | 28 | 36 | 8  | 12 | 16 | 30 | 49 | -19 |
|  | 6.   | Everest              | 28 | 36 | 9  | 10 | 17 | 42 | 68 | -26 |

## Verdetti
- Barcelona campione nazionale
- Barcelona ed Emelec in Coppa Libertadores 1971
- Aucas, Patria ed Everest retrocessi.

## Classifica marcatori
| Gol |  |  | Giocatore            | Squadra          |
| --- |  |  | -------------------- | ---------------- |
| 19  |  |  | Rómulo Mina          | Macará           |
| 16  |  |  | Félix Lasso          | Emelec           |
| 15  |  |  | Patricio Peñaherrera | El Nacional      |
| 14  |  |  | Pedro Álvarez        | Barcelona SC     |
| 14  |  |  | Alberto Cabaleiro    | Emelec           |
| 14  |  |  | Ricardo Martínez     | Nueve de Octubre |